# 斑翅果蝠
斑翅果蝠（學名：Balionycteris maculata），哺乳綱、翼手目、狐蝠科斑翅果蝠屬下的一個單屬種，而與斑翅果蝠同科的動物尚有寬齶狐蝠、短齶果蝠、豕果蝠、番果蝠等之數種哺乳動物。
其种加词“maculata”意为“有斑点的”。
1. ↑  . The IUCN Red List of Threatened Species 2008.   [2012-08-11].